# アルチェネロ
アルチェネロ（Alcenero）は、イタリアのオーガニック農家・養蜂家とオーガニック農業協同組合・加工食品企業体からなる団体の組織名である。イタリアで栽培・加工された食品だけではなく、南米産のフェアートレード有機食品もある。

## 概要
1977年、アルチェネロ農業協同組合が創設される。1978年、アペニン山脈をルーツとしたヴァッレデッリディチェ養蜂協同組合が創設される。1984年、イタリア養蜂協同組合が創設される。1986年、マルケ州有機農業者協会が設立される。1997年、地中海有機農業協会(AMAB：Associazione Mediterranea Agricoltura Biologica）が設立される）。

## 関連書籍
- ジーノ・ジロロモーニ 著・目時能理子 訳『イタリア有機農業の魂は叫ぶ　有機農業協同組合アルチェ・ネロからのメッセージ』家の光協会 ISBN 9784259521530（2005年9月1日）（スローフードの国を支える活動と挑戦）
  - 第1章　アルチェ・ネロの挑戦
  - 第2章　イーゾラ・デル・ピアーノのかつての農民文化
  - 第3章　地中海における有機農業の展望
  - 第4章　有機農業の文化
  - 第5章　農業と緑の党
  - 第6章　現実をグローバルな視野で見るためのヒント